# 布引ハーブ園
神戸布引ハーブ園（こうべしりつぬのびきハーブえん、英: Kobe Nunobiki Herb Garden）は、兵庫県神戸市中央区にある植物園。1991年（平成3年）に開園した。神戸布引ロープウェイ風の丘中間駅とハーブ園山頂駅間に広がっている。

## 施設
料金は香りの庭園内のみ有料、他は無料で利用可能。

### 香りの庭園
ラベンダー、カモミールを中心としたハーブの栽培を行っており、緩やかな坂を下りながら、もしくは上りながら神戸の全景とともに香りを楽しむことが可能。
神戸エキゾティズムの強調を意図し、西欧の生活の中に定着しているハーブ文化を神戸の地に根づかせる施設として、公園の一角に計画された。新幹線新神戸駅徒歩2分のところから、ロープウェイ神戸夢風船に乗り10分で山頂駅に到着する。そこから風の丘駅までの谷あいに、樹林に囲まれるようにして園路に沿って布引ハーブ園(香の庭園)が展開している。ハーブ見本園・ラベンダー園,野生花園・ブルーガーデン・香りの芝生,滝のレストから構成されている園は、見たり香りを楽しむだけでなく、ハーブに触れることができるよう計画されており、開園当初142種のハーブが季節を彩る草花とともに植栽され、北野異人館街とセットとなった、誰もが気軽に訪れることができる観光名所として、また神戸港を望める眺望の地として親しまれている。
- 見本園 - ハーブガイドツアーにてハーブの栽培法や利用法を学べる（晴天時のみ開催）。
- 林の小径
- キッチンガーデン
- 日本のハーブ園
- グラスハウス - 香りの温室内にて愛の像がテルニ市より贈呈されている。2階は教室スペースとして用いられる。ハーブティーを味わうことのできる「ミントカフェ」を隣接
- ラベンダー園 - 香りの庭園の北端部の谷あいに、ハーブの王様イングリッシュラベンダーをメインに、フリンジッドラベンダー・スパイクラベンダー・ラベンダーハイドコート等を配した自然風のラベンダー園であり、限られた面積の中で広がり感奥行き感を感じさせるため、配植位置の選定、ラウンディングに配慮している。アクセント樹としてボダイジュを配しているが、ラベンダーの生育環境を維持するため最小限の配置に留めている。
- ブルーガーデン - 青をテーマとした自然風花園。シェルターのあるデッキレストを配し、それを中心としてキャットニップラベンダー、ポリジ、ペリウィソクル、サフラン、メキシカンブッシュセージ等の青花ハーブ、デルフィニウム、シノグロッサム、宿根バーベナ、ラムズイヤー等の草花を配している。
- 野生花園ワイルドフラワー園 - ヨーロッパの草原をイメージできるよう、カントリーヘッジ的石組みをあしらった縮景野生花園。カモミール、フェンネル、アーティーチヨーク等のハーブ、ルドベキア、センニチコウトレニア、ペチュニア、ハルシャギク等の野生草本を植栽している。
- 滝のレスト - 香りの庭園のゲートモニュメントスペース。木立ちの中に突き出したゲートシンボルポイントから、ダマスクローズ、ローズマリーや季節の花で飾られた階段状の花壇の中央ステップを上っていくと、前景に煉瓦と石のウォールから流れ落ちる水のカーテンごしに、ホウショウがされたレストスペースが人々を迎える。
- 香りの芝生 - 地被性のタイムクリーピング等で覆われた、踏み込むことによりタイムの香り漂う緑のカーペット。上部には飛び石沿いに、カモミール、キャットニップ・ザントリナ、セージ、フェンネル等をあしらったロックガーデンを配している。

### その他施設
- 森のホール - 最高部12 mのドーム型木製の多目的ホール。
- 香りの資料館 - ハーブの利用方法及び歴史についての資料館。
- 展望レストハウス - 神戸布引ロープウェイハーブ園山頂駅に隣接。
  - 神戸グリーンショップ - ハーブを生かしたアイテムや、ステンドグラスなどの内装品、贈答用菓子などを販売する店舗（1階）。
  - レストランハーブガーデン - ハーブをテーマにした料理が堪能出来るレストラン（2階）。
  - ローズマリールーム - 会議室。一般にも貸し出され、各種セミナーが開催される。
- 風の丘 - 神戸布引ロープウェイ「風の丘中間駅」に隣接した広場。

### ギャラリー

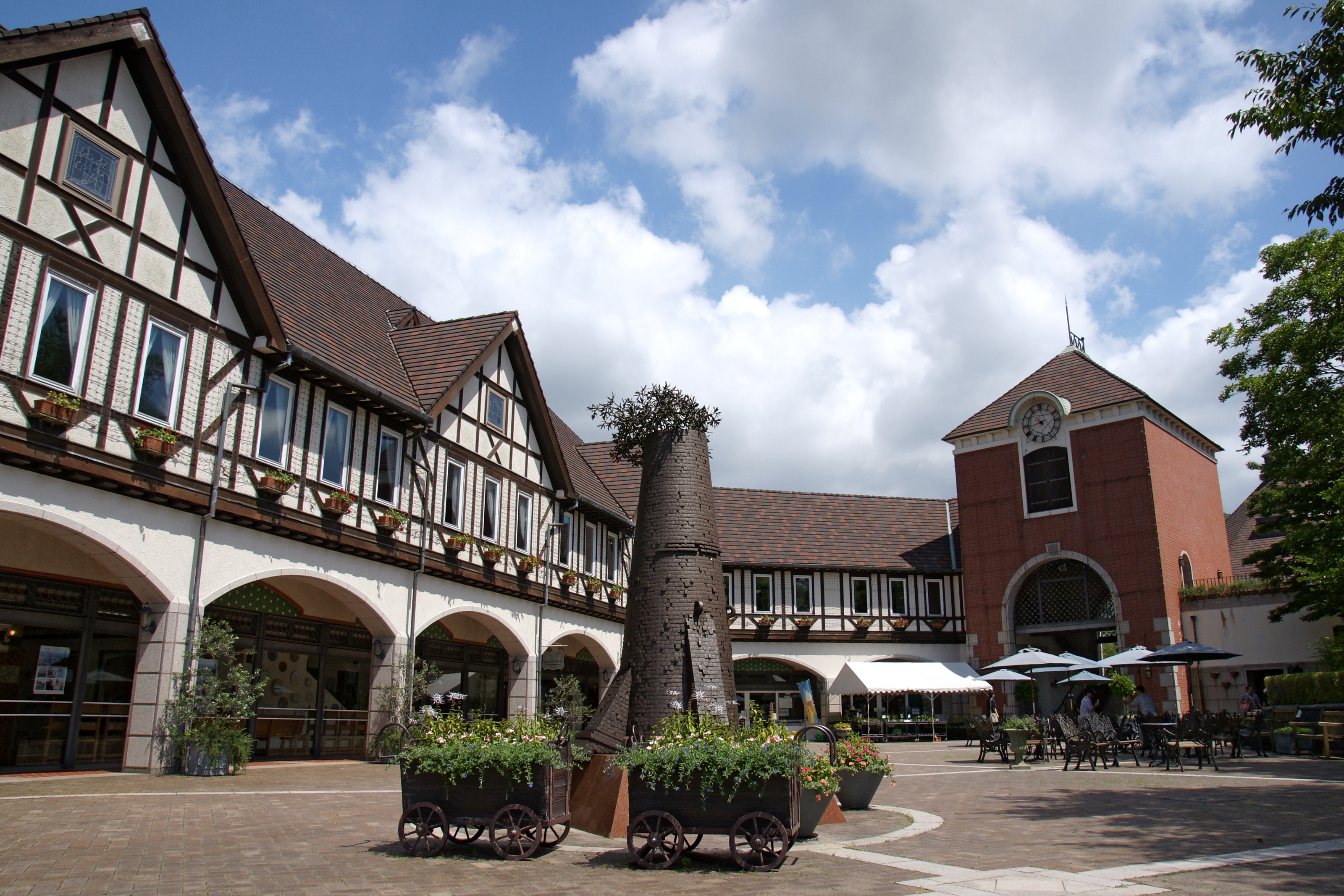
展望レストハウス
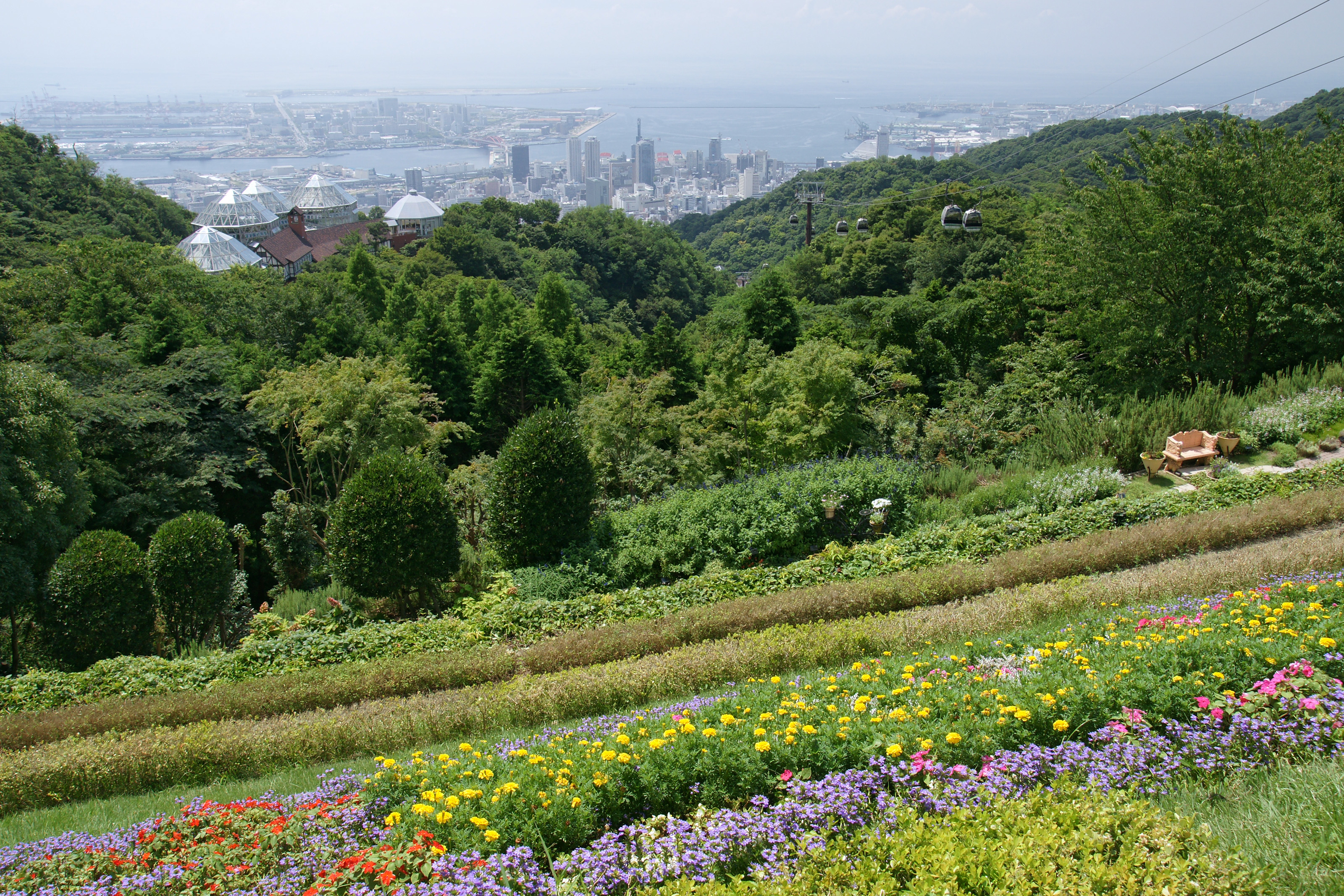
「香りの庭園」俯瞰（8月）
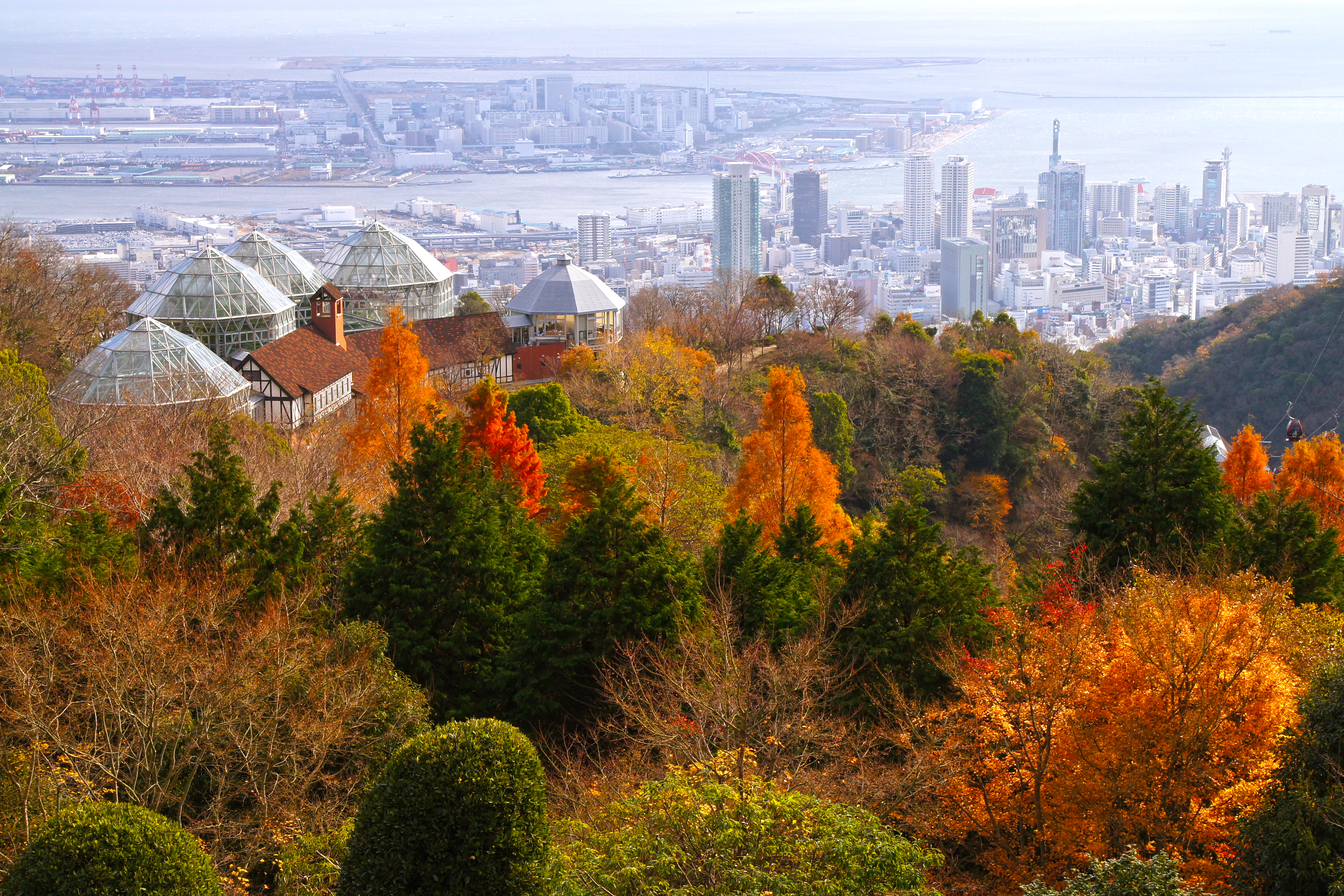
「香りの庭園」俯瞰（12月）
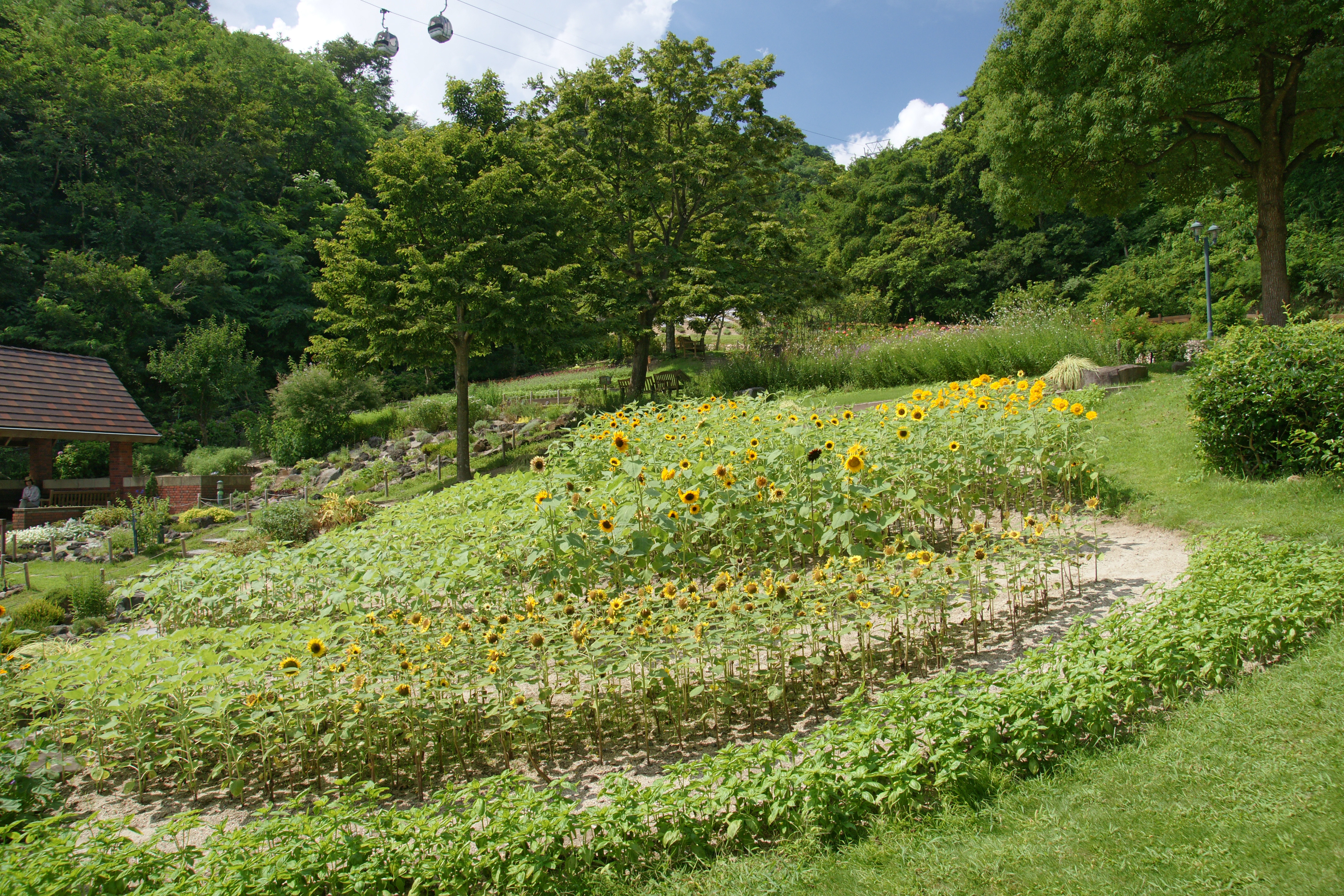
香りの庭園「ワイルドフラワー園」
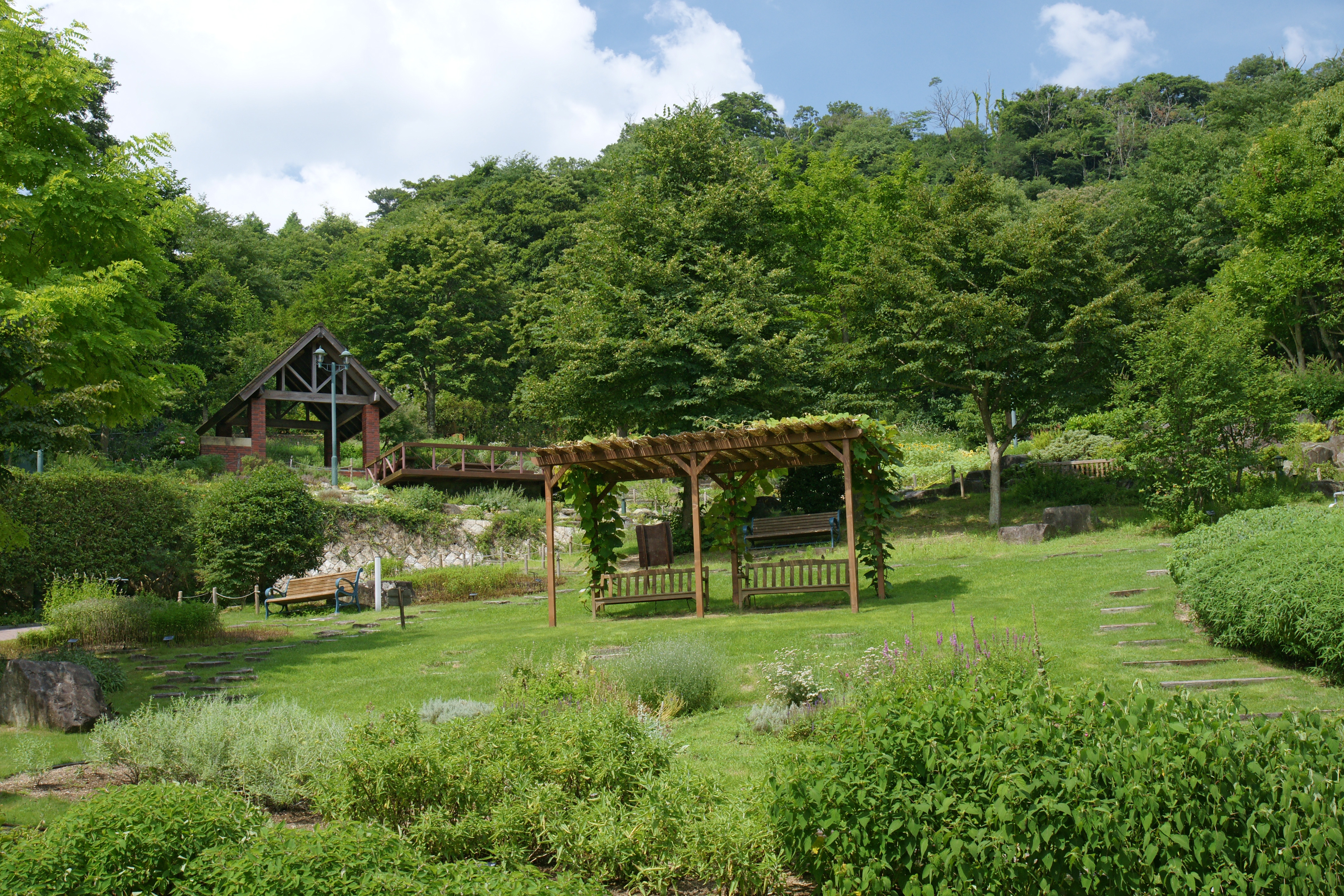
香りの庭園「香りの芝生」
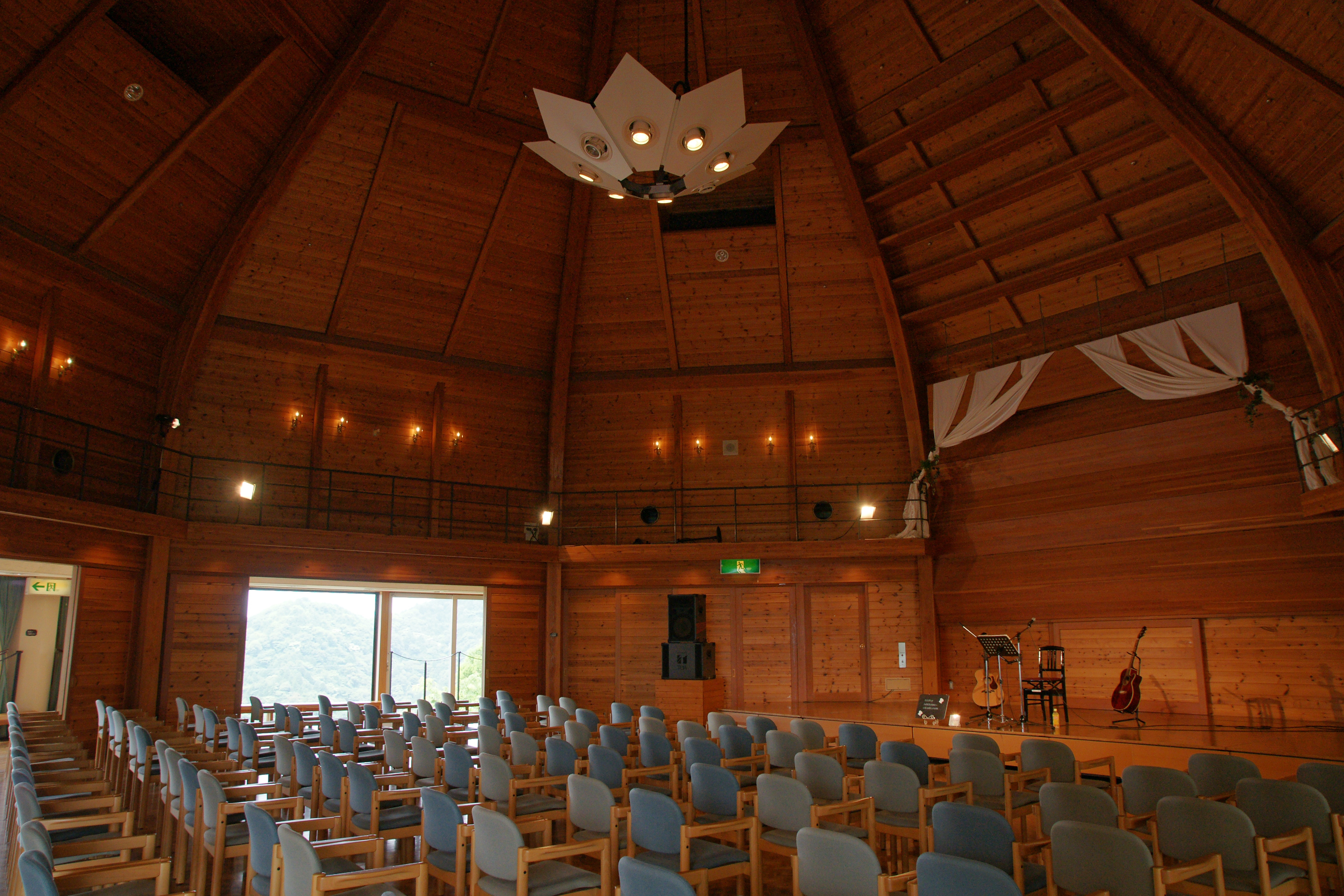
森のホール
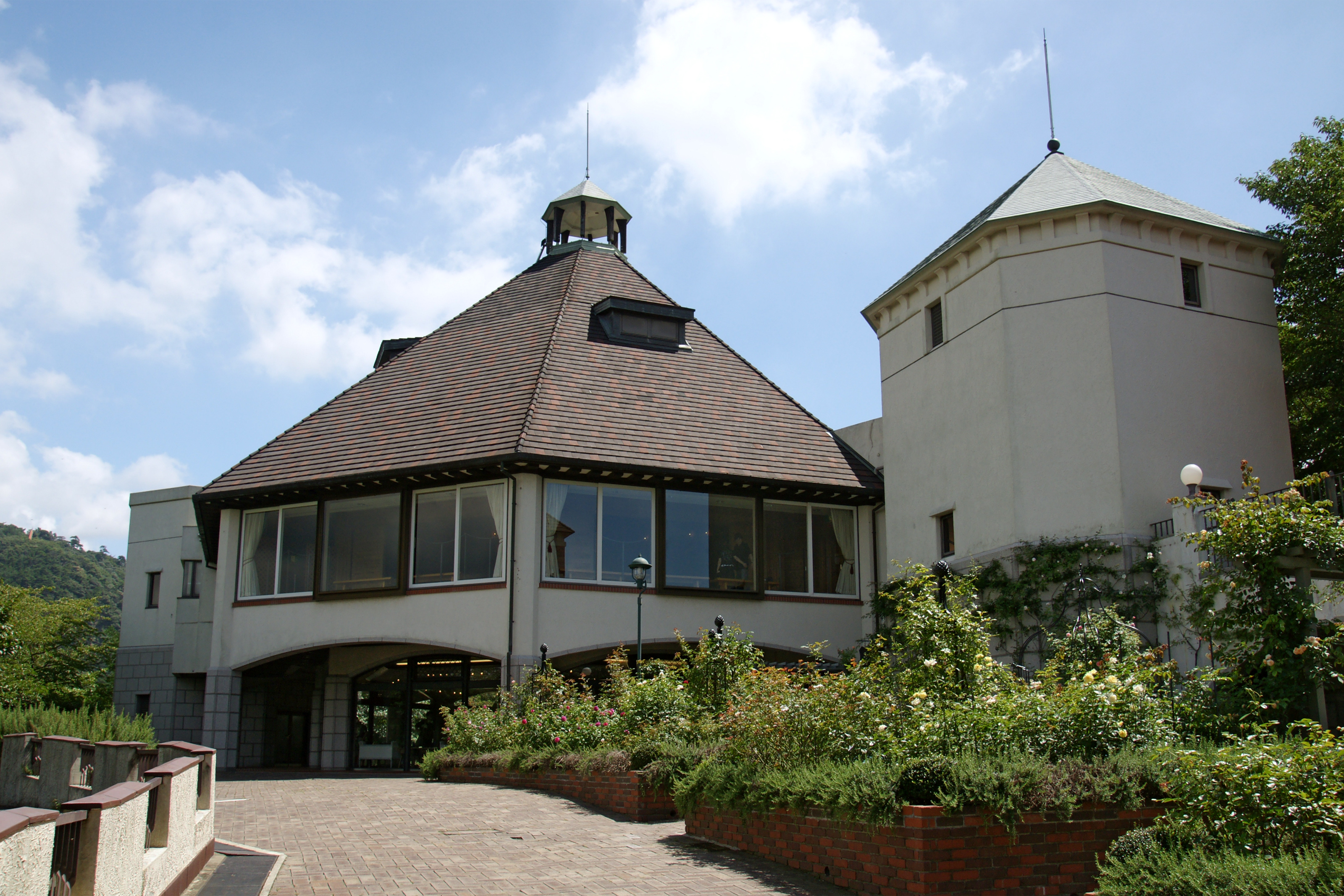
香りの資料館

## 歴史
- 1991年10月23日：開園。同時に新神戸ロープウェイが開業。
- 2006年4月1日：指定管理者制度により、新神戸ロープウェイも含め、財団法人神戸市公園緑化協会・財団法人神戸市都市整備公社が清里ハイランドパーク株式会社に運営･管理を委任、「神戸布引ハーブ園」に改称。
- 2010年4月1日：指定管理者が新神戸ロープウェイも含め神戸リゾートサービス株式会社に変更。
- 2010年11月29日 - 2011年3月31日：新神戸ロープウェイの補修・改修工事実施（同時に布引ハーブ園も休園した）。

## イベント
主にハーブの開花時期、適摘時期に合わせたイベントが定期開催される。
- カモミールフェスティバル（4月 - 5月）
- ラベンダーフェスティバル（6月 - 7月初旬）
- バジルフェスティバル（7月中旬 - 7月下旬）
- ローズマリーフェスティバル（9月 - 10月初旬）
- セイジフェスティバル（10月中旬 - 11月下旬）
- エリカフェスティバル（3月）

その他、季節に応じたイベントも定期的に開催される。
- スパイスフェスティバル
- クリスマス・フェスティバル
- 初日の出早朝開園
- ハーブ七草粥
- カレーフェスティバル

## 教室
ハーブを利用した物を作成する教室を随時開催している。
個人受講可能な教室
- 押し絵
- アロマ石鹸
- お香
- ハンドトリートメント

団体で受講可能な教室
- フラワークラフト

## 交通アクセス
- 新神戸駅（新幹線・神戸市営地下鉄）より神戸布引ロープウェイを利用し、ハーブ園山頂駅下車
- 自動車駐車場なし

## 所在地
〒650-0002 神戸市中央区北野町1丁目4-3

## 周辺情報
- 徳光院 - 滝勝寺跡に建立された禅寺
- 布引展望台
- 布引ダム - 日本最古のコンクリートダム（国の重要文化財）、布引貯水池
- 布引の滝
- 北野町山本通